# Taxiphyllum kuroiwae
Taxiphyllum kuroiwae là một loài Rêu trong họ Hypnaceae. Loài này được (Broth.) Z. Iwats. miêu tả khoa học đầu tiên năm 1963.